# Nam Xuyên
Nam Xuyên (chữ Hán giản thể:南川区, Hán Việt: Nam Xuyên khu) là một quận thuộc thành phố trực thuộc trung ương Trùng Khánh, Cộng hòa Nhân dân Trung Hoa. Do là nơi bắt nguồn của Nam Giang nên gọi là Nam Xuyên. Năm 637 sau Công nguyên lập huyện, năm 1994 nâng thành thành phố cấp huyện, ngày 22 tháng 10 năm 2006 được nâng thành quận trực thuộc Trùng Khánh (thị hạt khu). Quận này có nhiều núi, có tài nguyên khoáng sản phong phú, khí hậu á nhiệt đới gió mùa ẩm. Về mặt hành chính, quận Nam Xuyên được chia thành 3 nhai đạo: Đông Thành, Nam Thành, Tây Thành và 31 trấn: Thủy Giang, Thiết Thôn, Thạch Tường, Ký Long, Trung Kiều, Ngư Tuyền, Hưng Long, Đạt Quan, Mộc Lương, Càn Phong, Thổ Khê, Bạch Sa, Thái Bình, Giang Đồ, Nam Bình, Thạch Liên, Thần Đồng, Kim Sơn, Đầu Độ, Đức Long, Đại Hữu, Cổ Hoa, Hợp Khê, Minh Ngọc, Phú Thọ, Thạch Khê, Lãnh Thủy, Dân Chủ, Phong Nham, Tam Tuyền.